# چارلی آی آنسون
چارلی آی آنسون (انگلیسی: Charlie I'Anson؛ زادهٔ ۱ ژوئیهٔ ۱۹۹۳) بازیکن فوتبال اهل بریتانیا است که در پست مدافع میانی در لیگ پریمرا فدراسیون برای اس اس ریس بازی می‌کند.